# Filmy zgłoszone do rywalizacji o 30. rozdanie Oscara w kategorii filmu nieanglojęzycznego
W 1957 Amerykańska Akademia Sztuki i Wiedzy Filmowej (AMPAS) po raz drugi zaprosiła kraje do zgłaszania swoich najlepszych filmów do rywalizacji o Oscara w kategorii filmu obcojęzycznego.
Swoje kandydatury przesłało 12 państw. Film z Meksyku został przesunięty do rywalizacji w innej kategorii, o Oskara dla najlepszego filmu dokumentalnego. 
Statuetkę Akademii przyznano Włochom za film Noce Cabirii w reżyserii  Federico Felliniego. Nagroda została wręczona podczas ceremonii 26 marca 1958.
Reżyser Annelise Hoymand została pierwszą kobietą, której film został zgłoszony do rywalizacji o statuetkę Oskara. 

## Lista filmów zgłoszonych do rywalizacji o 30. rozdanie Oscara w kategorii filmu nieanglojęzycznego
| Zgłaszające państwo | Tytuł użyty w nominacji    | Tytuł oryginalny                       | Tytuł polski                  | Języki      | Reżyser          | Rezultat                       |
| ------------------- | -------------------------- | -------------------------------------- | ----------------------------- | ----------- | ---------------- | ------------------------------ |
| Dania               | No Time for Tenderness     | Ingen tid til kærtegn                  |                               | duński      | Annelise Hovmand | Brak nominacji                 |
| Francja             | Gates of Paris             | Porte des Lilas                        | Brama bzów                    | francuski   | René Clair       | Nominacja                      |
| Grecja              | The Lagoon of Desire       | Η λίμνη των πόθων (I limni ton pothon) |                               | grecki      | Giorgos Zervos   | Brak nominacji                 |
| Hiszpania           | Afternoon of the Bulls     | Tarde de toros                         |                               | hiszpański  | Ladislao Vajda   | Brak nominacji                 |
| Indie               | Mother India               | भारत माता                                 |                               | hindi       | Mehboob Khan     | Nominacja                      |
| Japonia             | Arakure                    | あらくれ (Arakure)                     | Nieuległa                     | japoński    | Mikio Naruse     | Brak nominacji                 |
| Meksyk              | Torero!                    | Torero                                 | Toreador                      | hiszpański  | Carlos Velo      | Przesunięty to innej kategorii |
| Niemcy Zachodnie    | The Devil Strikes at Night | Nachts, wenn der Teufel kam            | Nocą, kiedy przychodzi diabeł | niemiecki   | Robert Siodmak   | Nominacja                      |
| Norwegia            | Nine Lives                 | Ni Liv                                 | Przez śnieżną pustynię        | norweski    | Arne Skouen      | Nominacja                      |
| Szwecja             | The Seventh Seal           | Det Sjunde inseglet                    | Siódma pieczęć                | szwedzki    | Ingmar Bergman   | Brak nominacji                 |
| Tajwan              | Amina                      | 阿美娜                                 |                               | mandaryński | Yuan Congmei     | Brak nominacji                 |
| Włochy              | Nights of Cabiria          | Le Notti di Cabiria                    | Noce Cabirii                  | włoski      | Federico Fellini | Wygrana                        |